# Труп, Раса
Раса Труп (англ. Rasa Troup; род. 1 марта 1977, Пабраде, Швенчёнский район), в девичестве Михнёвайте (лит. Michniovaitė) — литовско-американская легкоатлетка, специалистка по бегу на средние дистанции и стипльчезу. Выступала на профессиональном уровне в 1996—2008 годах, победительница и призёрка ряда крупных студенческих стартов в США, действующая рекордсменка Литвы в беге на 3000 метров с препятствиями, участница летних Олимпийских игр в Пекине. Также известна как практикующий диетолог.

## Биография
Раса Михнёвайте родилась 1 марта 1977 года в городе Пабраде Литовской ССР.
Впервые заявила о себе в лёгкой атлетике в сезоне 1996 года, выступала на местных турнирах в Прибалтике, становилась призёркой литовских юниорских и молодёжных национальных первенств.
В 1998 году переехала на постоянное жительство в США, поступив в Миннесотский университет — состояла в местной легкоатлетической команде, регулярно принимала участие в различных студенческих соревнованиях, преимущественно в кроссе и беге на средние дистанции. Одновременно с этим вошла в состав литовской сборной и выступила в дисциплине 1500 метров на молодёжном европейском первенстве в Гётеборге.
После окончания университета Михнёвайте-Труп осталась жить в США и продолжила подготовку под руководством своего университетского тренера Гари Уилсона.
В 2005 году бежала 3000 метров с препятствиями на чемпионате мира в Хельсинки, в финал не вышла.
В 2006 году в стипльчезе стартовала на чемпионате Европы в Гётеборге.
Благодаря череде удачных выступлений удостоилась права защищать честь страны на летних Олимпийских играх 2008 года в Пекине — на предварительном квалификационном этапе бега на 100 метров с барьерами установила ныне действующий национальный рекорд Литвы — 9:30.21, но этого оказалось недостаточно для выхода в финальную стадию соревнований.
По окончании пекинской Олимпиады завершила спортивную карьеру. Впоследствии проявила себя как специалист в области спортивного питания, основала компанию Rasa Nutrition, занимающуюся консультированием спортсменов по вопросам диетологии. Член американской Академии питания и диетологии.